# Pro Recco
A.S.D. Pro Recco (em italiano: Associazione Sportiva Dilettantistica Pro Recco) é um clube de polo aquático italiano da cidade de Recco na Ligúria. atualmente na Serie A1. É um dos clubes mais vitoriosos do polo aquático europeu.

## História
Pro Recco foi fundado em 1913 como Rari Nantes Enotria. E joga a divisão principal italiana a Serie A1 desde 1935.

## Títulos
- LEN Champions League
  - 1965, 1984, 2003, 2007, 2008, 2010, 2012, 2015
- LEN Super Cup
  - 2003, 2007, 2008, 2010, 2012
- Liga Adriática de Polo Aquático
  - 2012
- Liga Italiana
  - 1959, 1960, 1961, 1962, 1964, 1965, 1966, 1967, 1968, 1969, 1970, 1971, 1972, 1974, 1978, 1982, 1983, 1984, 2002, 2006, 2007, 2008, 2009, 2010, 2011, 2012, 2013, 2014, 2015, 2016, 2017, 2018, 2019
- Coppa Italia
  - 1974, 2006, 2007, 2008, 2009, 2010, 2011, 2013, 2014, 2015, 2016, 2017, 2018, 2019

## Notáveis atletas
- Franco Lavoratori
- Georgy Mshveniyeradze
- Tomislav Paškvalin
- Marco D'Altrui
- Jesús Rollán
- Stefano Tempesti
- Alessandro Calcaterra
- Alex Giorgetti
- Francesco Di Fulvio
- Alberto Angelini
- Fabio Bencivenga
- Deni Fiorentini
- Goran Fiorentini
- Maurizio Felugo
- Pietro Figlioli
- Christian Presciutti
- Luigi Di Costanzo
- Niccolò Figari
- Eraldo Pizzo
- Alberto Ghibellini
- Luca Gualco
- Tibor Benedek
- Norbert Madaras
- Tamás Kásás
- Felipe Perrone
- Guillermo Molina
- Revaz Tchomakhidze
- Márton Szivós
- Sandro Sukno
- Damir Burić
- Vladimir Vujasinović
- Dejan Savić
- Danilo Ikodinović
- Nikola Rađen
- Duško Pijetlović
- Slobodan Nikić
- Vanja Udovičić
- Filip Filipović
- Andrija Prlainović
- Dušan Damjanović
- Goran Volarević
- Maro Joković
- Aleksandar Ivović
- Boris Zloković
- Mlađan Janović
- Mirko Vičević
- Predrag Jokić
- Danijel Premuš
- Simona Abbate
- Matteo Aicardi
- Daniele Bettini
- Roberta Bianconi
- Federico Lapenna
- Stefano Luongo
- Olexandr Sadovyy
- István Szívós
- Alessandro Caliogna
- Luigi Castagnola
- Aleksandra Cotti
- Luigi Castagnola
- Arnaldo Deserti
- Francesco Ferrari
- Massimiliano Ferretti
- Andrea Fondelli
- Teresa Frassinetti
- Massimo Giacoppo
- Elena Gigli
- Niccolò Gitto
- Luca Giustolisi
- Giancarlo Guerrini
- György Horkai
- Gianni Lonzi
- Daniele Magalotti
- Mario Majoni
- Andrea Mangiante
- Federico Mistrangelo
- Tamás Märcz
- Tommaso Negri
- Paolo Oliva
- Giacomo Pastorino
- Paolo Petronelli
- Elisa Queirolo
- Paolo Ragosa
- Giulia Rambaldi
- Roldano Simeoni
- Leonardo Sottani
- Christopher Washburn